# Ratusz w Żaganiu
Ratusz w Żaganiu – wieża ratuszowa jest pozostałością ratusza usytuowanego pierwotnie w Rynku, a w XVI wieku przeniesionego na zachodnią pierzeję zabudowy mieszkalnej. Usytuowana jest pośrodku Rynku. Neoklasycystyczna, zbudowana w latach 1879–1880 na wzór florenckiego Palazzo Vecchio z wykorzystaniem fragmentów ratusza gotyckiego z XIV-XVI wieku. Na I piętrze zachowało się sklepienie kryształowe z pierwszej połowy XVI wieku.

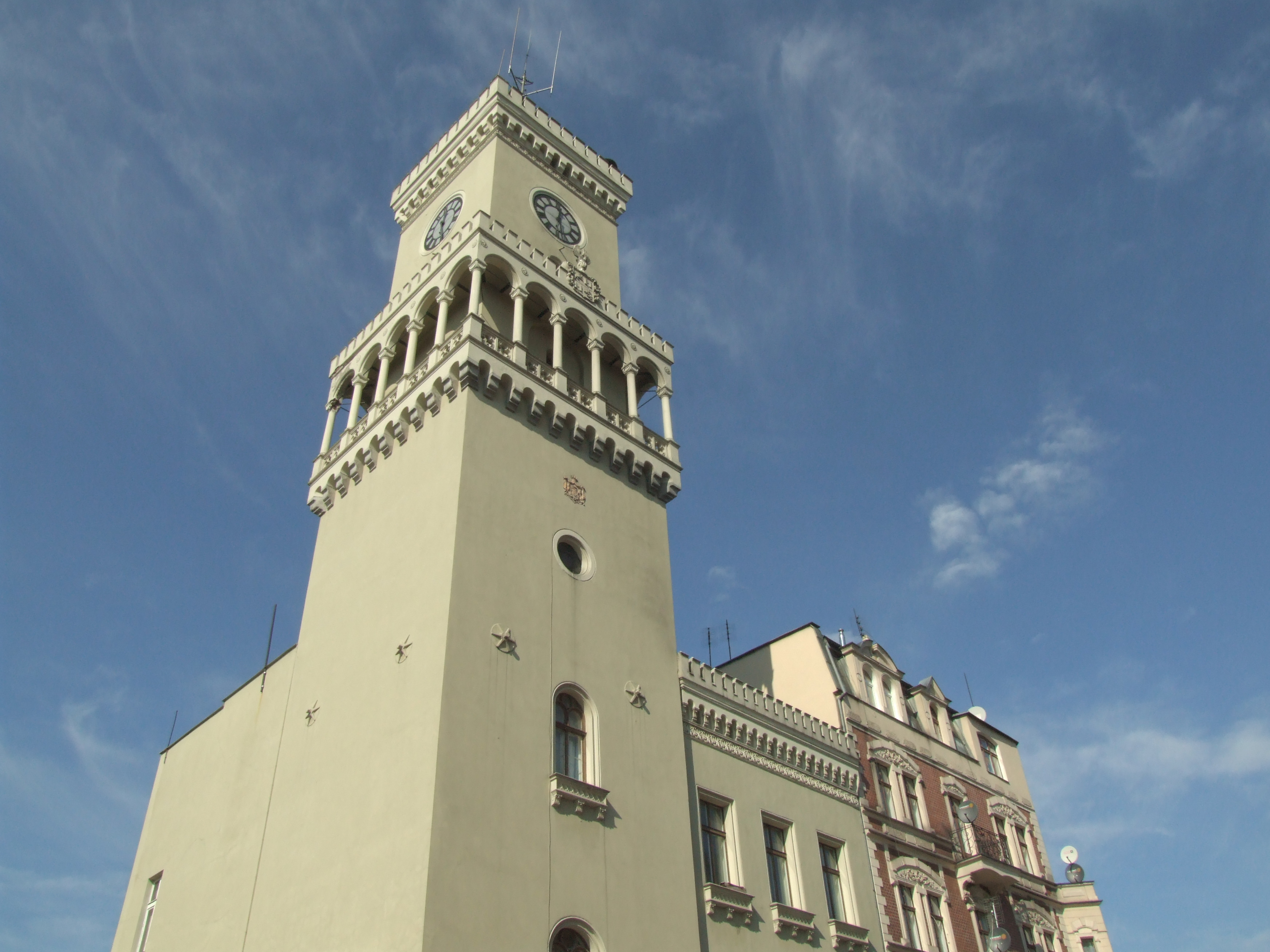

Ratusz doznał poważnych uszkodzeń w czasie nalotu alianckiego 11 kwietnia 1943.